# Nothando Dube
Nothando Dube ou Inskhosikati LaDube (6 février 1988 - 8 mars 2019) est une membre de la famille royale de l'Eswatini, reine consort en tant que femme de Mswati III.
En 2004, elle devient à l'âge de 16 ans la douzième fiancée (Liphovela) du roi Mswati III.
En juillet 2010, elle est accusée d'avoir eu une relation extraconjugale avec le ministre de la Justice, Ndumiso Mamba (en),. À la suite de cette affaire, elle est assignée à résidence au palais, avant d'en être expulsée en novembre 2011 après une altercation avec un des membres des services de sécurité qui l'empêchait d'emmener sa fille de deux ans à l'hôpital.
Elle meurt à l'âge de 31 ans d'un cancer de la peau pour lequel elle était soignée en Afrique du Sud.